# 科沃武尔
科沃武尔（Kovvur），是印度安得拉邦西哥達瓦里縣的一个城镇。总人口約39193（2001年）。

## 人口
该地2001年总人口39193人，其中男性19524人，女性19669人；0—6岁人口4131人，其中男2134人，女1997人；识字率70.26%，其中男性为74.38%，女性为66.17%。